# Manžeta
Manžeta je zesílená obruba výrobku z plochého materiálu, která slouží zejména ke zpevnění okrajové části výrobku.
V textilní oblasti se jedná například o pruh zakončující dolní okraj rukávů, košil, triček, bund nebo kalhot. Vzniká například přehnutím látky nebo přišitím pruhu látky na okraji plochy.